# Квазигеоид

Квазигеоид («почти геоид») — фигура, предложенная в 1950-х годах советским учёным М. С. Молоденским в качестве строгого решения задачи определения фигуры Земли. Квазигеоид определяется по измеренным значениям потенциалов силы тяжести согласно положениям теории М. С. Молоденского:
- редукция (перенос) силы тяжести или потенциала выполняется в линейном приближении;
- хотя все измерения и редукции относятся к физической поверхности или к эллипсоиду, интегрирование малых функций, где это требуется, выполняется по сфере (сферическое приближение).

Потенциалы силы тяжести определяют методом астрономо-гравиметрического нивелирования (также разработанным М. С. Молоденским) или через предварительное определение возмущающего потенциала по материалам наземных гравиметрических съёмок и наблюдений за движением искусственных спутников Земли. Последние данные необходимы в связи с недостаточной гравиметрической изученностью некоторых областей Земли.
В силу неопределимости фигуры геоида, квазигеоид выполняет роль вспомогательной поверхности при изучении физической поверхности Земли. Его фигура, в отличие от геоида, однозначно определяется по результатам измерений, совпадает с геоидом на территории Мирового океана и очень близко подходит к нему на суше, отклоняясь не более чем на 2 метра в высоких горах и на несколько сантиметров на равнинной местности.